# 산유화

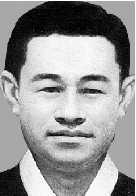
김소월

《산유화》(山有花)는 1924년 10월 《영대》 3호에 발표된 김소월의 시 작품이다. 1925년 간행된 시집 《진달래꽃》에 수록되어 있다. 총 4연 16행으로 구성된 작품으로 김소월의 특징이 잘 드러나 있다. 끊임없이 생멸하고 변화하며 움직이는 무상(無常)의 우주적 원리에 대한 동경을 보인다
수미상관의 형식을 취하고 있으며, 시어의 반복과 변주를 통해 시상을 전개하고 있다. 또한 ‘-네’로 행을 종결하면서 운율을 형성하고 있다.
성악가 조수미가 2002년 그의 앨범 ‘향수 - 조수미 그녀의 첫 번째 순수 한국 가곡집’에서 이 시를 노래로 부르기도 하였다.

## 전문
산에는 꽃 피네
꽃이 피네
갈 봄 여름 없이
꽃이 피네

산에
산에
피는 꽃은
저만치 혼자서 피어 있네

산에서 우는 작은 새요
꽃이 좋아
산에서
사노라네

산에는 꽃 지네
꽃이 지네
갈 봄 여름 없이
꽃이 지네

## 각 연의 소주제
1연 : 존재의 생성
2연 : 존재의 고독
3연 : 존재의 고독에 대한 긍정
4연 : 존재의 소멸

## 해제
산유화(山有花)는 산에서 피고 지는 모든 꽃을 의미하며, 이 작품에서는 홀로 외롭게 피고 지는 비극적 존재로 형상화되어 있다. 그리고 산은 이러한 존재의 생멸이 순환되는, 근원적 고독감을 발견하는 공간을 의미한다. 작가는 계절의 변화에 따라 꽃이 피고 지는 일상적 자연 현상에서 착안하여 존재의 근원적 고독이라는 주제를 다룬다. 시는 고독하게 태어나고 고독하게 살다가 고독하게 돌아간다는, 탄생과 소멸의 순환은 끊이지 않고 계속된다는 진리를 담고 있다. 단순히 꽃이 피고 지는 내용만을 쓴 것이 아니라 이러한 진리를 담고 있다. 특히 '저만치'에 의미가 많이 담겨 있다.이 시에서 '꽃'이 존재라면 그 존재를 '저만치'봐야 한다는 것을 뜻한다. 대상과 너무 가까이 있어 빠져있을 땐 그 대상이 전부인 것 같고 너무 가까워서 제대로 파악하지 못한다. 조금 멀리 떨어져서 객관적으로 상대를 인식해야 비로소 진정 대상에 대한 사랑이 시작된다. 또한 표현론적 관점에서 봤을 때는 현실에서 떨어져서 홀로 서 있는 꽃(소월), 고독을 이겨내야 하는 소월 자신의 삶을 이야기하는 것이기도 하다.

## 평가
김동리는 《문학과 인간》(1948)에서 이 시의 형식이 “기적적인 완벽성”을 갖추었으며 “조선의 서정시가 도달할 수 있는 한 개의 최상급의 해조를 보여주었다”고 극찬하였다. 그리고 2연의 ‘저만치 혼자서 피어있는 꽃’의 형상에 주목하여 ‘저만치’의 의미를 “인간과 청산과의 거리”, “인간의 자연 혹은 신에 대한 향수의 거리”라고 풀이한 바 있다. 또한 김종길은 이 시에 대해 “자연에의 초월이 거의 불가능해진 현대인의 좌절이 숭고한 가락으로 읊어진” 것이라고 평가했다.